# Zach Gilford
Zach Gilford (Evanston, Illinois; 14 de enero de 1982) es un actor estadounidense conocido por su papel de Matt Saracen en Friday Night Lights, serie de televisión de la NBC.

## Biografía
Gilford se graduó en la Universidad Northwestern y Evanston Township High School. En 2005 apareció por primera vez en televisión para un capítulo de Law & Order: Special Victims Unit como Kevin Wilcox.
En 2006 obtuvo un papel protagónico en la serie de televisión de la NBC, Friday Night Lights, actuando como Matt Saracen un estudiante de preparatoria que jugaba como quarterback en un equipo de fútbol americano. Luego en la cuarta temporada su papel fue cambiado de protagónico a recurrente hasta la quinta y última temporada.
Zach tuvo su estreno fílmico en la película The Last Winter en 2006. Posteriormente protagonizó Post Grad junto a Alexis Bledel, y Dare junto a Emmy Rossum.
Intentó nuevamente entrar a la televisión con la serie de ABC Off The Map en 2011, pero fue cancelada tras 13 episodios. También lo intentó en 2012 con la serie de Fox The Mob Doctor, aunque también fue cancelada al corto tiempo.
Gilford apareció en 2011 en el vídeo musical de la canción "Ours" de Taylor Swift como Jones el interés amoroso de la protagonista. En 2013 apareció junto a Arnold Schwarzenegger en la película The Last Stand.
En 2012 se casó con la actriz de Lost, Kiele Sanchez, con quien salía desde 2010 cuando la conoció en el set de la película The Matadors, comprometiéndose al año siguiente y casándose al siguiente.
Filmó la película de 2014 The Purge: Anarchy, y también saldrá en cines prontamente su película Devil's Due.
- 2020. Es coprotagonista en la serie "Misa a media noche", escrita y dirigida por Mike Flanagan.

## Filmografía

### Películas
| Año  | Película                                  | Papel            | Notas                                     |
| ---- | ----------------------------------------- | ---------------- | ----------------------------------------- |
| 2003 | Handbook to Casual Stalking               | Jimmy            | Corto                                     |
| 2006 | The Last Winter                           | Maxwell McKinder | Nominado: Premios Gotham al mejor reparto |
| 2007 | Rise: Blood Hunter                        | Marino           | -                                         |
| 2009 | Post Grad                                 | Adam Davies      | -                                         |
| 2009 | Dare                                      | Johnny Drake     | Protagonista                              |
| 2010 | Super                                     | Jerry            | -                                         |
| 2010 | Mi vida y el río                          | Gus Oviston      | Protagonista                              |
| 2011 | Answers to Nothing                        | Evan             | -                                         |
| 2012 | In Our Nature                             | Seth             | Protagonista                              |
| 2013 | Crazy Kind of Love                        | Matthew          |                                           |
| 2013 | The Last Stand                            | Jerry Bailey     | -                                         |
| 2014 | Devil's Due                               | Zach McCall      |                                           |
| 2014 | The Purge: Anarchy                        |                  |                                           |
| 2019 | Emmett                                    | Gordon           |                                           |
| 2023 | There's something wrong with the children | Ben              | Protagonista                              |

### Televisión
| Año           | Serie                             | Rol                   | Notas                                                                                 |
| ------------- | --------------------------------- | --------------------- | ------------------------------------------------------------------------------------- |
| 2005          | Law & Order: Special Victims Unit | Kevin Wilcox          | 1 episodio: "Contagious"                                                              |
| 2006 - 2011   | Friday Night Lights               | Matt Saracen          | Elenco regular Elenco principales (temporadas 1-3) Elenco recurrente (temporadas 4-5) |
| 2009          | Grey's Anatomy                    | Charlie Lowell        | Episodio: "Here's to the Future"                                                      |
| 2010          | The Matadors                      | Alex Galloway         | Telefilme                                                                             |
| 2011          | Off the Map                       | Tommy Fuller          | Elenco regular                                                                        |
| 2012          | The Mob Doctor                    | Doctor Brett Robinson | Elenco regular                                                                        |
| 2018          | Good Girls                        | Gregg                 | Elenco regular                                                                        |
| 2021          | Midnight Mass                     | Riley Flynn           | Elenco regular                                                                        |
| 2022-presente | Criminal Minds                    | Elias Voit “Sicario”  | Elenco recurrente (temporadas 16-17)                                                  |

2023 Casa Usher Roderick Usher 1979

### Vídeos Musicales
| Año  | Artista      | Canción | Rol                             |
| ---- | ------------ | ------- | ------------------------------- |
| 2011 | Taylor Swift | Ours    | Interés amoroso de Taylor Swift |